# Erick Pulgar
Pour les articles homonymes, voir Pulgar.
Erick Antonio Pulgar Farfán, né le 15 janvier 1994 à Antofagasta, est un footballeur international chilien qui évolue au poste de milieu de terrain au CR Flamengo.

## Biographie
Il commence sa carrière de footballeur à l'âge de 6 ans avec le club Miramar Sur Este de Antofagasta comme numéro 10. À l'âge de 15 ans, il est invité à jouer dans un tournoi pour la Minera Escondita, où il est découvert par l'entraîneur Carlos Carcama. Il l'emmène faire un essai au Deportes Antofagasta, où il commence avec les U16 comme défenseur central.
Après avoir terminé sa formation, il commence à jouer avec l'équipe première à l'âge de 17 ans, en Segunda B (deuxième division chilienne). En 2012, le club monte en première division. Il ne dispute que sept matchs de la Coupe du Chili durant la saison. Lors de la saison 2013-2014, il s'impose comme titulaire au poste de milieu défensif. À la fin de saison, il attise l'attention de plusieurs grands clubs du championnat chilien, et finit par signer à l'Universidad Catolica.
Le 4 juillet 2014, il signe en faveur du club Cruzados, où il s'impose comme titulaire indiscutable sous les ordres de Julio César Falcioni. Il marque son premier but lors de la cinquième journée face au club de Palestino. 
Il débute avec l'équipe du Chili le 28 janvier 2015 face aux États-Unis lors d'un match amical. À la fin de saison, il fait partie du onze type du championnat, et plusieurs clubs italiens de série A comme le SSC Naples, la Fiorentina ou Bologne FC cherchent à l'engager.
Durant le mercato estival 2015, il signe finalement en faveur du Bologne FC. Il joue 4 saisons au sein du club bolognais, disputant 100 matchs de Serie A.
En 2019, il quitte Bologne pour signer un contrat de quatre ans à la Fiorentina.
En 2022, il est prêté pour six mois à Galatasaray en provenance de la Fiorentina. 

## Statistiques

### En sélection nationale
| Saison                | Sélection             | Phases finales                | Phases finales | Phases finales | Phases finales | Éliminatoires CDM | Éliminatoires CDM | Éliminatoires CDM | Matchs amicaux | Matchs amicaux | Matchs amicaux | Total | Total | Total |
| Saison                | Sélection             | Compétition                   | M              | B              | Pd             | M                 | B                 | Pd                | M              | B              | Pd             | M     | B     | Pd    |
| --------------------- | --------------------- | ----------------------------- | -------------- | -------------- | -------------- | ----------------- | ----------------- | ----------------- | -------------- | -------------- | -------------- | ----- | ----- | ----- |
| 2014-2015             | Chili                 | Copa América 2015             | -              | -              | -              | -                 | -                 | -                 | 2              | 0              | 0              | 2     | 0     | 0     |
| 2015-2016             | Chili                 | Copa América Centenario       | 1              | 0              | 0              | -                 | -                 | -                 | 1              | 0              | 0              | 2     | 0     | 0     |
| 2016-2017             | Chili                 | Coupe des confédérations 2017 | -              | -              | -              | 1                 | 0                 | 0                 | -              | -              | -              | 1     | 0     | 0     |
| 2017-2018             | Chili                 | -                             | -              | -              | -              | 2                 | 0                 | 0                 | 2              | 0              | 0              | 4     | 0     | 0     |
| 2018-2019             | Chili                 | Copa América 2019 4e          | 6              | 1              | 0              | -                 | -                 | -                 | 7              | 0              | 2              | 13    | 1     | 2     |
| 2019-2020             | Chili                 | -                             | -              | -              | -              | -                 | -                 | -                 | 2              | 0              | 0              | 2     | 0     | 0     |
| 2020-2021             | Chili                 | Copa América 2021             | 4              | 0              | 0              | 4                 | 1                 | 0                 | -              | -              | -              | 8     | 1     | 0     |
| 2021-2022             | Chili                 | -                             | -              | -              | -              | 8                 | 2                 | 1                 | -              | -              | -              | 8     | 2     | 1     |
| 2022-2023             | Chili                 | -                             | -              | -              | -              | -                 | -                 | -                 | 3              | 0              | 0              | 3     | 0     | 0     |
| 2023-2024             | Chili                 | Copa América 2024             | 3              | 0              | 0              | 5                 | 0                 | 1                 | 1              | 0              | 0              | 9     | 0     | 1     |
| Total sur la carrière | Total sur la carrière | Total sur la carrière         | 14             | 1              | 0              | 20                | 3                 | 2                 | 18             | 0              | 2              | 52    | 4     | 4     |

## Palmarès
Chili
- Copa América
  - Vainqueur : 2016

Flamengo
- Vainqueur de la Copa Libertadores: 2022
- Coupe du Brésil: 2022